# Newport (Isola di Wight)
Newport è una cittadina di 26 109 abitanti, capoluogo della contea dell'Isola di Wight, in Inghilterra.